# Platevindex
Platevindex is een geslacht van weekdieren uit de klasse van de Gastropoda (slakken).

## Soorten
- Platevindex amboinae (Plate, 1893)
- Platevindex cinerea (Odhner, 1917)
- Platevindex coriaceum (Semper, 1885)
- Platevindex granulosum (Lesson, 1826)
- Platevindex luteum (Semper, 1885)
- Platevindex martensi (Plate, 1893)
- Platevindex mortoni Britton, 1984
- Platevindex ponsonbyi (Collinge, 1901)
- Platevindex schneideri (Hoffmann, 1932)
- Platevindex semperi (Plate, 1893)
- Platevindex stuxbergi (Westerlund, 1883)